# La Cruz (cantante)
Alfonso La Cruz (Caracas, 11 de noviembre de 1995) conocido por su nombre artístico La Cruz, es un cantante y compositor venezolano de los géneros de reguetón, música urbana y pop latino, que llegó al reconocimiento en la década de los años 2020, con temas como «Nadie te va a querer», «Desnudx», «Boulevard», «Yo te conocí bailando» y «Quítate la ropa».
Participó en 2018 en el conocido concurso de talentos Operación Triunfo del canal español TVE, y en 2022 estrena su álbum debut Hawaira, distribuido por Diskover Co. Desde el asesinato del artista puertorriqueño Kevin Fret, La Cruz es uno de los pocos reggaetoneros abiertamente LGBT, y con letras de canciones específicamente para hombres.

## Biografía

### Primeros años e inicios
Alfonso nació en la ciudad capital de Caracas, posteriormente se mudó con su familia a La Guaira (estado La Guaira). Desde joven cantaba en el coro del colegio y participaba en festivales locales. A los 15 años fue telonero de los conciertos de los artistas urbanos R.K.M. & Ken-Y y Reykon en sus visitas a Venezuela. Ingresa a estudiar la carrera universitaria de comunicación social pero no la termina. En 2015, se muda a Madrid.
En 2018, participa en el concurso de talentos español Operación Triunfo, del cual fue uno de los primeros expulsados.

### 2019-presente:Hawaira
Sus primeros temas musicales se estrenan en 2019, debutando con «Nadie te va a querer», y luego «Tres pedacitos» (con Lana Oropeza), «Que se yo» y «Efecto», con éxito moderado. En 2021, colabora con Danny Maky y Gustavo Elis en «Prohibido».
En 2022, estrena los videoclips de «Fotos», «La ducati» y «Desnudx». Un año después lanza su álbum debut Hawaira, del cual se desprende «Boulevard» y «Yo te conocí bailando», los cuales fueron reseñados en medios internacionales. Posteriormente, estrena su tema promocional «Quítate la ropa», «Easy Boy»y «Sahara».

## Vida personal
La Cruz es abiertamente homosexual. Se casó en 2017, cuando solo tenía 22 años; sin embargo, la pandemia de COVID-19 de 2020 y el confinamiento pasaron factura a su relación, causando el divorcio. Actualmente se encuentra soltero.

## Discografía
| Álbumes de estudio - Hawaira (2022) Sencillos - «Nadie te va a querer» - «Tres pedacitos» (con Lana Oropeza) - «Fotos» - «La ducati» - «Desnudx» - «Precipicio» - «Boulevard» - «Yo te conocí bailando» - «Quítate la ropa» - «Easy Boy» | Colaboraciones - «Prohibido» (de Danny Maky y Gustavo Elis) - «Rough» (de Luísa Sonza) |

## Filmografía
Televisión
- Operación Triunfo (2018)